# Zerazou Slimane
Zerazou Slimane – tunezyjski zapaśnik walczący w stylu wolnym. Brązowy medalista mistrzostw Afryki w 1971 roku.